# Catocala amanda
Catocala amanda là một loài bướm đêm trong họ Erebidae.